# Igrište (Kuršumlija)
Pour les articles homonymes, voir Igrište.
Igrište (en serbe cyrillique : Игриште) est un village de Serbie situé dans la municipalité de Kuršumlija, district de Toplica. Au recensement de 2011, il comptait 24 habitants.

## Démographie
| 1948 | 1953 | 1961 | 1971 | 1981 | 1991 | 2002 | 2011 |
| ---- | ---- | ---- | ---- | ---- | ---- | ---- | ---- |
| 457  | 519  | 460  | 279  | 160  | 90   | 42   | 24   |

|  |